# Миланский собор
Мила́нский собо́р (итал. Duomo di Milano, ломб. Dòmm de Milan), или Собор Рождества Девы Марии (итал. Cattedrale metropolitana di Santa Maria Nascente), — кафедральный собор, расположенный в историческом центре Милана. Посвящён Рождеству Пресвятой Девы Марии.
Построен из белого мрамора в стиле пламенеющей готики. Строительство было начато в 1386 году, однако завершилось лишь в начале XIX века, когда по распоряжению Наполеона было закончено оформление фасада. Некоторые детали доделывались и позже, вплоть до 1965 года.
Это позднеготическое здание, которое содержит множество шпилей и скульптур, мраморных остроконечных башенок и колонн, соединённых большим количеством парящих опор.
Один из крупнейших в Европе, Миланский собор среди готических храмов по вместимости уступает лишь севильскому, а среди итальянских храмов — собору Святого Петра в Ватикане. Одних только статуй в соборе насчитывается 3400.

## История
Изначально на месте собора находилось кельтское святилище, при римлянах здесь появился храм Минервы. Планировка Милана с улицами, исходящими от Кафедрального собора или окружающими его, показывает, что собор занимает место, которое с давних времён было центральным в римском Медиолануме, — то есть находится там, где располагалась общественная базилика, обращенная к форуму. Находящийся под собором старый восьмиугольный баптистерий (итал. Battistero Paleocristiano) датируется 335 годом. Первый собор, «новая базилика» (итал. basilica nuova), посвященный святой Фёкле (Санта-Текла), был построен к 355 году и разрушен в VI веке. Прилегающая базилика была построена в 836 году. С VII века на месте собора находилась церковь Санта-Мария-Маджоре. Когда в 1075 году пожар повредил собор и базилику, они были перестроены в дуомо.
В 1386 году архиепископ Антонио да Салуццо начал строительство собора. В 1387 году для проведения всего комплекса работ по проектированию, постройке, украшению и дальнейшей эксплуатации собора была создана «фабрика Миланского собора». В 1389 году главным инженером был назначен француз Николя де Бонавентура (Nicolas de Bonaventure), который добавил к церкви французский готический стиль, нетипичный для Италии. Он решил, что кирпичная конструкция должна быть облицована мрамором. Герцог Джан Галеаццо Висконти предоставил строителям собора эксклюзивное право использования мрамора из карьера Кандоглия и освободил его от налогов. Десять лет спустя из Парижа был вызван ещё один французский архитектор, Жан Миньо (Jean Mignot), чтобы оценить и усовершенствовать проделанную работу, так как каменщикам требовалась новая техническая помощь для подъёма камней на небывалую высоту.
Миньо объявил всю работу, проделанную до этого момента, как в pericolo di ruina (с итал. — «Опасность гибели»), так как оно было сделано sine scienzia («без науки»). В последующие годы прогнозы Миньо не оправдались, но они побудили инженеров Галеаццо улучшить свои инструменты и методы. Работа шла быстро, и после смерти Джан Галеаццо в 1402 году собор был примерно наполовину завершён. Строительство, однако, почти полностью остановилось к 1480 году из-за нехватки денег и идей: наиболее заметными работами этого периода были гробницы  купца и благотворителя Марко Карелли, который оставил городу богатое наследство, и папы Мартина V (1424), а также окна апсиды (1470-е годы). В 1452 году при Франческо Сфорце неф и проходы были достроены до шестого уровня.
Единственный в Европе беломраморный готический собор строился несколько веков: первые блоки и фундамент храма заложили в 1386 году при Джан Галеаццо Висконти.
Собор было решено строить в готическом стиле, до тех пор по эту сторону Альп не встречавшемся. Специалистов по готике пригласили из Франции и Германии, хотя первоначальный проект разрабатывал всё же итальянец Симоне де Орсениго. В течение 10 лет на посту главного архитектора сменяли друг друга немцы и итальянцы, пока в 1470 году собором не занялся Джунифорте Солари. Он пригласил себе в консультанты Браманте и Леонардо, а те предложили разбавить готику более современными для того времени ренессансными элементами, в результате чего появился восьмиугольный в основании купол. В 1417 году главный алтарь недостроенного собора освятил папа Мартин V, а целиком собор начал функционировать в 1572 году, после того как его торжественно открыл кардинал Карло Борромео, будущий святой.
В 1769 году появился 106-метровый шпиль с четырёхметровой статуей Мадонны из позолоченной бронзы. После этого появился декрет, что ни одно здание в Милане не должно заслонять собой святую покровительницу города (на крыше единственного нарушителя этого правила, небоскрёба «Пирелли», установлена точная масштабная копия статуи Мадонны).
Миланский собор был закончен в 1813 году архитекторами Карло Амати и Джузеппе Занойя в готическом стиле, который не терял в Италии своих адептов. Проект фасада был утверждён Наполеоном в 1805 году. По его заказу Амати работал над фасадом, выходящим на Соборную площадь, и, следуя проекту первого зодчего, возвёл «каменный лес» из 135 мраморных игл, устремлённых в небо и передающих настроение готической архитектуры.
В 1805 году Наполеон I был коронован в Миланском соборе королём Италии.

## Внешнее и внутреннее убранство
Общая длина храма составляет 158 метров, ширина поперечного нефа 92 м, высота шпиля 106,5 м. Собор может вместить до 40 тысяч человек.
Главная достопримечательность собора — золотая статуя покровительницы Милана (La Madonnina) на шпиле. Над алтарём находится гвоздь, который, по преданию, использовался для распятия Иисуса Христа. Каждый год 14 сентября, на праздник Воздвижения Честного Креста Господня, Гвоздь спускают вниз, используя специальное приспособление — ниволу (лифт в форме облака), и возвращают обратно после окончания празднества.
В приделе святой Фёклы находится честная глава святой Фёклы.
В соборе находятся мавзолей Джан-Джакомо Медичи (1563), порфировая египетская ванна IV века, которая используется как крестильная купель, и статуя христианского мученика и апостола от двенадцати святого Варфоломея, также выделяются резные деревянные хоры. Первые шесть окон стены правого нефа забраны витражами XV века, самыми древними в этой базилике.
Ежегодно в ноябре-декабре в соборе выставляются квадрони Святого Карло Борромео — серия больших живописных полотен на сюжеты из жизни миланского архиепископа Карло Борромео, выполненная группой итальянских художников в начале XVII века.
Над росписями самого собора в начале XIX века среди прочих работал живописец и архитектор Алессандро Санквирико. Витражи собора (один витраж главного фасада, другие в рукавах трансепта и в деамбулатории) создавали в середине XIX века отец и сын Джованни Баттиста и Джузеппе Бертини.
С улицы по лестнице от северной стены храма или на лифте со стороны апсиды можно подняться на крышу собора, откуда открывается вид на город.
Архитектура Миланского собора послужила источником вдохновения для дизайнеров вымышленного города Анор Лондо из серии видеоигр Dark Souls.

### Витражи собора
Создание витражей началось ещё в начале XV века с алтарной части собора. От этих ранних стёкол сохранились лишь отдельные фрагменты, например, в композицию 15 окна, посвященную святому Мартину, включены погрудные изображения шести стариков под трилистниками из старого алтарного витража, приписываемого Микелино да Безоццо. Заказчиками витражей в XV веке были Висконти и разные городские сообщества, вроде коллегий нотариусов (окно 1, посвящённое Иоанну Богослову), аптекарей или ювелиров (окно 6, посвящённое Святому Элигию).
В XVI веке были сделаны окна для северной и южной апсид и больших окон главного нефа. В этих работах участвовали такие известные мастера-стеклодувы того времени, как Коррадо Мочис, работавший на строительстве Кёльнского собора, и Валерио Перфундавалле из Лёвена. Иногда для витражей создавался оригинальный рисунок, но часто использовались изображения известных художников: Арчимбольдо, Пеллегрино Тибальди, Карло Урбино и других художников-маньеристов.
В XVII—XVIII веках секрет изготовления цветных стёкол был утерян и снова их производство началось лишь XIX веке. Начиная с 1838 года, Джованни Бертини (1799–1849) занимался реконструкцией витражей главной апсиды и апсид двух трансептов. После его смерти работу продолжили сыновья мастера, Джузеппе и Помпео. Витражи XIX века больше походили на живопись, выполненную на стекле нейтрального цвета и лишь в XX веке возродилась техника мозаичной композиции из цветного стекла, возродили технологию Альдо Карпи (1886–1973) и Янош Хайнал (1913–2010).
XV век
Витражи XV века относятся к эпохе поздней готики или ренессанса:
- окно 1 (правый проход) – витраж с сюжетами из жизни Иоанна Богослова, взятыми из Золотой легенды Иакова Ворагинского, был выполнен в 1473–1477 годах по заказу коллегии нотариусов; перекомпонован и отреставрирован в 1960-е годы.
- окно 5 (правый проход) – витраж создан в 1470–1475 году по сюжетам Нового Завета ломбардскими мастерами, вдохновленными работами Винченцо Фоппа; выполнен в технике гризайль и хорошо сохранился.
- окно 6 (правый проход) – витраж создан Николо да Варалло в 1480–1489 годах по заказу коллегии ювелиров и описывает жизнь покровителя ювелиров, Святого Элигия в хронологическом порядке; интересен сценами повседневной жизни XV века.
- окно 25 (правый проход северной части трансепта) – витраж с сюжетами из жизни Иоанна Дамаскина был создан в 1479 году Николо да Варалло по заказу коллегии аптекарей.
- окно 20 (центральное окно главной апсиды) – витраж посвящён сюжетам Апокалипсиса и имеет длинную историю. Работу в 1416 году заказал миланский герцог Джан Галеаццо Висконти, в начале XVI века работы всё ещё продолжались, а завершил их в XIX веке Джованни Баттиста Бертини с сыновьями. Около 50 панелей XV–XVI веков находятся в верхней части окна.

XVI век
На это время пришлись витражи эпохи позднего Возрождения и маньеризма:
- окно 2 (правый проход) – витраж с сюжетами Ветхого Завета середины XVI века, выполненный ломбардскими и фламандскими мастерами.
- окно 3 (правый проход) – витраж с сюжетами Ветхого Завета середины XVI века, выполненный ломбардскими (Арчимбольди), рейнскими и фламандскими мастерами.
- окно 4 (правый проход) – витраж XVI века с эпизодами Ветхого Завета, выполненный ломбардскими мастерами.
- окно 36 (левый проход) – витраж в стиле маньеризма с «Историями четырех увенчанных мучеников» выполнен в 1567 Коррадо Мочисом по эскизам Пеллегрино Тибальди, которые до сих пор хранятся в Амброзианской библиотеке.
- окно 35 (левый проход) – витраж в стиле маньеризма, посвящённый «Славе Богородицы», был создан в XVI веке Пьетро Анджело Сезини и Коррадо Мочис по эскизам предполагаемого ученика Тициана Джованни да Монте[итал.].
- окно 34 (левый проход) – витраж с сюжетами из жизни святой Елены, созданный в 1574 году Райнольдо да Умбрии и Валерио Перфундавалле.
- окно 33 (левый проход) – витраж в стиле маньеризма посвящён житию святого Иосифа и создан в 1576 году лёвенским художником Валерио Перфундавалле по собственным эскизам.
- окно 10 (правый проход) – витраж выполнен Коррадо Мочисом в 1554—1564 годах по заказу папы Пия IV, чьё имя и герб Медичи вставлен в центр окна, сюжеты посвящены житию апостола Иакова Старшего. При изготовлении этого витража применялись инновации, среди которых использование более крупных мозаик и использование более яркой палитры с контрастом между синим и красными цветами.
- окно 14 (правый проход трансепта) – витраж, посвящённый житию Екатерины Александрийской, выполнен в стиле маньеризма в 1556 году Коррадо Мочисом по проекту Бьяджо Арчимбольди и его сына Джузеппе. Это одна из ранних работ младшего Арчимбольдо, прославившегося впоследствии своими креативными портретами, составленными из цветов, овощей, фруктов и животных.
- окно 15 (правый проход трансепта) – витраж, посвящённый Святому Мартину и Введению во храм Богородицы был создан после 1570 года несколькими художниками, изображения пророков в центре окна приписываются Микелино да Безоццо и выполнены около 1420 года.
- окно 30 (левый проход трансепта) – двухчастный витраж, верхняя половина которого посвящена житию Екатерины Сиенской и выполнена в 1562 году Коррадо Мочисом в стиле, напоминающем витражи XV века. Нижняя половина была создана в 1562—1567 годах Джованни да Монте на сюжеты из жития Богородицы.
- окно 31 (левый проход) – витраж по эскизам Карло Урбино создан в 1567 году и в верхней части изображает двенадцать апостолов в полный рост, ниже даны погрудные изображения других святых.

XIX век
Витражи XIX века выполнены в стиле романтизма или эклектики. 
- окно 40 – витраж создан в 1897–1905 годах Помпео Бертини и его сыном Гвидо[итал.] и отображает жития святой Агнессы и святой Феклы.
- окно 41 – витраж Помпео Бертини посвящён истории жизни покровителя Милана святого Амвросия и является новой версией окна эпохи Ренессанса, заметно проигрывая предыдущему витражу в яркости цветов. Действующие лица облачены в костюмы времён поздней империи и помещены в архитектурную среду того времени, при изображении зданий использованы законы перспективы.
- окно 9 – витраж Джованни и Джузеппе Бертини создан в 1849 году и посвящён житиям святых Гервасия и Протасия.
- окна 11, 12, 13 – три витража в южной апсиде собора выполнены Джованни Бертини в 1839–1842 годах и изображают сюжеты из жития миланского архиепископа VII века, святого Иоанна Доброго[итал.].
- окна 27, 28, 29 – три витража, посвящённые житию Богородицы, находятся в северном трансепте собора и были полностью переделаны Джованни Баттиста Бертини в 1842–1847 годах.
- окна 19, 21  и нижняя часть окна 20 – три самых больших и самых старых окна в алтарной части собора были воссозданы в 1833-1865 годах Джованни Бертини и его сыновьями Помпео и Джузеппе. По 130 панелей боковых окон (№ 19 и 21) содержат изображения на сюжеты Ветхого и Нового Заветов. Центральное окно (№ 20) посвящёно видениям Апокалипсиса, его 50 верхних панелей были созданы в XV–XVI веках, а нижние принадлежат руке отца и сыновей Бертини.
- окна 42, 43 – витражи на контрфасаде выполнены братьями Помпео и Джузеппе Бертини, сюжеты окон рассказывают истории святых Карла и Михаила. Центральное окно (№ 45) изображает Успение Богородицы и создано теми же мастерами по эскизам Луиджи Сабателли (1834).

XX век
- окно 7 (правый проход) – витраж блаженных кардиналов Шустера и Феррари был создан  Яношем Хайналом[итал.] в 1988 году. Оба кардинала были архиепископами Милана в XX веке и похоронены в Миланском соборе.
- окно 39 (первое окно левого прохода) – витраж с «Историями Давида» был начат Aldo Carpi[итал.] в 1934 году, но завершён лишь после окончания Второй мировой войны.
- окно 37 (третье окно левого прохода) – редкий по экспрессии витраж изображает битву между архангелом Михаилом и дьяволом. Он выполнен в 1939 году Джованни Доменико Буффом и это единственное окно в соборе, где на всей площади изображён всего один эпизод.
- витражи тибуриума созданы в 1968 году на сюжеты Второго Ватиканского собора.
- Три окна контрфасада выполнены в 1950-е годы венгерским художником Johan Hajnai: на боковых окнах символически показаны церковь и синагога, что демонстрирует их дуализм и преемственность, а центральное окно изображает Троицу в необычной иконографии.